# Alstroemeria brasiliensis
Espèce
Alstroemeria brasiliensis est une espèce de la famille des Alstroemeriaceae.

## Description
Alstroemeria brasiliensis est un géophyte tubéreux. Comme les autres Alstroemeria, les fleurs sont regroupées en petits bouquets le long d’une tige ferme. Les pétales sont disposés en entonnoir et surmontés d’étamines, rappelant les fleurs de lys.

## Répartition et habitat
L'aire de répartition indigène de cette espèce est l'ouest et le centre du Brésil. Il pousse principalement dans le biome tropical à saisons sèches.

## Systématique
Le nom correct complet (avec auteur) de ce taxon est Alstroemeria brasiliensis Spreng..
Alstroemeria brasiliensis a pour synonymes :
- Alstroemeria tigrina Seub.
- Alstroemeria zamioides Baker